# Crocodile Dundee in Los Angeles
Crocodile Dundee in Los Angeles ist eine Filmkomödie des Regisseurs Simon Wincer mit Paul Hogan in der Hauptrolle. Die US-amerikanisch-australische Koproduktion aus dem Jahr 2001 ist die Fortsetzung der beiden Filme Crocodile Dundee – Ein Krokodil zum Küssen von 1986 und Crocodile Dundee II aus dem Jahr 1988.

## Handlung
Michael J. „Crocodile“ Dundee und Sue Charlton sind immer noch nicht verheiratet, obwohl sie den gemeinsamen Sohn Mikey haben. Inzwischen organisiert Mick Scheinjagd-Shows für die Touristen. Sein Hauptrivale im Geschäft ist ein anderer Überlebenskünstler namens Jacko. Als Sue wegen des tödlichen Unfalls eines Mitarbeiters im Zeitungsunternehmen ihres Vaters benötigt wird, siedelt die Familie kurzerhand nach Los Angeles über.
In Los Angeles stellt sich heraus, dass der Tod des Mitarbeiters der Zeitung offenbar kein Zufall war, sondern dass dieser ermordet wurde, als er Hintergründe der Produktion der Actionfilmreihe Tödlicher Agent recherchierte. Mick heuert beim Projekt als Tierpfleger an, um verdeckt zu ermitteln. Er merkt, dass hinter den Kulissen heimlich Bilder verladen werden, die als Requisite aus Osteuropa kommen. Dundee zeigt einem Museumsangestellten die Fotos der Bilder, die unter anderen von Rembrandt van Rijn und Vincent van Gogh stammen. Der Museumsmitarbeiter meint, es müsste sich um Fälschungen handeln, da die Originale während des Kosovokrieges in einem Museum in Belgrad zerstört worden wären. Mick vermutet, dass die Bilder damals rechtzeitig gerettet werden konnten und jetzt in die USA geschmuggelt werden sollen. Er verspricht dem Museumsmitarbeiter, ihm ein Bild zu bringen, damit er deren Echtheit nachweisen kann.
In der Nacht bricht Mick in die Filmstudios ein, Sue und Jacko warten am Zaun. Er wird bemerkt, als er ein Bild stiehlt. Zuerst kann er den Schmugglern entkommen, diese bringen aber Sue und Jacko in ihre Gewalt und bedrohen sie mit Pistolen. Dundee lockt die Schmuggler in eine Dschungelkulisse der Filmstudios. Dort lässt er die von ihm dressierten Löwen frei und erklärt den Verbrechern, ihre einzige Chance sei es, in den leerstehenden Löwenkäfig zu flüchten. Als sie das tun, können sie von ihm festgesetzt werden. Die Bilder erweisen sich tatsächlich als echt, ihr Wert wird in den Medien auf rund 300 Millionen US-Dollar geschätzt.
Schließlich heiraten Sue und Mick in der australischen Wildnis. Sue wirft den Brautstrauß, den sich ein Krokodil schnappt, daraufhin machen sich Mick und Jacko kurzerhand wieder auf zur Krokodiljagd.

## Kritiken
Michael O’Sullivan bezeichnete in der Washington Post vom 20. April 2001 die Leinwandpräsenz von Paul Hogan als „ermüdet“ (tired) und spottete, der Schauspieler könne die Zuschauer zum Einschlafen bringen. Er bezeichnete den Film weiterhin als „billig“, kritisierte die Darstellung von Linda Kozlowski und lobte mit Einschränkungen die Darstellung von Serge Cockburn.
Das Lexikon des internationalen Films schrieb: „Müder Abklatsch einer einstigen Erfolgskomödie um einen raubeinigen Sympathieträger, der das ursprüngliche Flair vermissen lässt und bestenfalls die alten Stereotypen reproduziert.“

## Sonstiges
- Das Produktionsbudget betrug ungefähr 21 Millionen US-Dollar und das weltweite Einspielergebnis belief sich auf ca. 39 Millionen Dollar.[3]
- In den deutschen Kinos verbuchte der Film eine Zuschauerzahl von 445.323.
- George Hamilton hat einen Gastauftritt im Film als Mann an der Bar, der mit Michael über Kaffee und dessen besonderer Verwendung spricht.
- Boxer Mike Tyson hat im Film einen kurzen Auftritt als er selbst im Park. Auch das deutsche Model und Playmate Elke Jeinsen ist in einer kleinen Rolle dabei.

## Auszeichnungen
- Der Film erhielt 2002 eine Nominierung für den Negativpreis Goldene Himbeere als Schlechteste Fortsetzung.
- Der junge Serge Cockburn wurde im Jahr 2002 für den Young Artist Award als bester Nebendarsteller nominiert.